# オシエルズ
オシエルズ（Oshieruzu、2013年3月結成）は、日本の教育系お笑いコンビ。
メンバーは矢島ノブ雄と野村真之介。いずれも教員免許を持ち、元教員や大学講師の経歴を持つという異色の漫才師である。

## 解説
彼らは、教育と笑いを融合させた「漫才授業」を全国の小・中・高等学校で実施しており、進路選択・いじめ予防・コミュニケーション教育など多岐にわたる社会課題をテーマとした出前授業を展開。「進路漫才®」として商標登録されたオリジナルスタイルを用い、子どもたちとの即興のやりとりを通して、笑いを交えながら深い学びを提供するユニークな教育手法が注目されている。
年間100校以上を訪問し、自治体や企業、大学、官公庁との連携事業にも参加。特に法務省との協働による「法教育漫才」や、ジェンダー・働き方などを扱ったワークショップ活動を通じて、教育界に新しい風を吹き込んでいる。
「日本一学校を回るお笑いコンビ」として、各種メディアにもたびたび登場し、2020年には公益財団法人日本ユースリーダー協会から「ユースリーダー賞」を受賞。教育現場におけるお笑いの可能性を切り拓く存在として、活動の幅を広げ続けている。

## メンバー・学歴
- 矢島ノブ雄（1987年年4月22日生まれ、東京都墨田区出身）

創価大学大学院教育学専攻修士課程修了、博士課程単位取得退学。大学院時代より「笑いと教育」を研究し、元高校社会科非常勤講師。
- 野村真之介（1988年年9月20日生まれ、鹿児島県枕崎市出身）

東京学芸大学卒業。在学中、即興実験学校（インプロ）で表現教育を学ぶ。高校英語教員を2年半担当し、現在は群馬大学医学部でも非常勤講師として教壇に立つ。

## 活動内容

### 漫才授業・進路漫才®
「進路漫才®」という漫才形式の出前授業で、進路選択・いじめ予防・コミュニケーション教育などを全国の学校で実施。2024年には166校で展開し、生徒との即興掛け合いを通して教育効果の高い授業を行っている。

### 企業・公共機関との連携
教育現場にとどまらず、茨城大学や連合とのワークショップなど、心理的安全性・働き方・ジェンダー・キャリア教育をテーマとした研修・講演を提供。

### 法教育漫才
法務省と連携し、YouTubeで配信される法教育漫才動画（「お土産」「桃太郎」など）を制作。法律やルールを子どもにも分かりやすく伝える教材として活用。

### メディア展開
- YouTubeチャンネル「オシエルズチャンネル」で授業映像や法教育漫才を配信。
- CRT栃木放送の「笑って学ぼう！～オシエルズのオシエル教室～」にレギュラー出演。
- X（旧Twitter）公式アカウント「@OCLs_Channel」で活動報告を発信[6][7]。

## 受賞歴
- 2020年2月18日、第11回若者力大賞（公益財団法人日本ユースリーダー協会）にて「ユースリーダー賞」受賞。年間80校以上の出前授業と「人を傷つけない笑い」による教育的アプローチが評価され、漫才師として初の同賞受賞となった[8]。

## メディア掲載

### 新聞掲載
- 教育新聞（2018年8月22日） - 「教育と笑いのシナジー 教員兼お笑い芸人『オシエルズ』に迫る」として、二人の教員資格や「笑い×教育」の理念を紹介[9]。
- 朝日新聞全国版「ひと」欄（2019年3月26日） - 「人を傷つけぬ笑い」を信条とする教育漫才や地域交流活動が特集された[10]。
- 読売新聞（2020年7月17日） - 「日本一学校を回るお笑いコンビ」として、年間80校以上巡回し、いじめ予防などをテーマとした活動が紹介[11]。
- 東京新聞（2020年4月19日） - 埼玉県ときがわ町との地域連携出前授業が「地域創生につながる教育漫才」として報道[12]。
- 毎日新聞教育面（[2021年8月23日） - 年間100回近い出前授業実績とコミュニケーション教育としての評価が掲載された[13]。
- NBC長崎放送（2024年5月23日） - 長崎市立高尾小学校での漫才授業を報道し、「人を傷つけない笑い」を伝える姿が紹介された[14]。